# 心機石

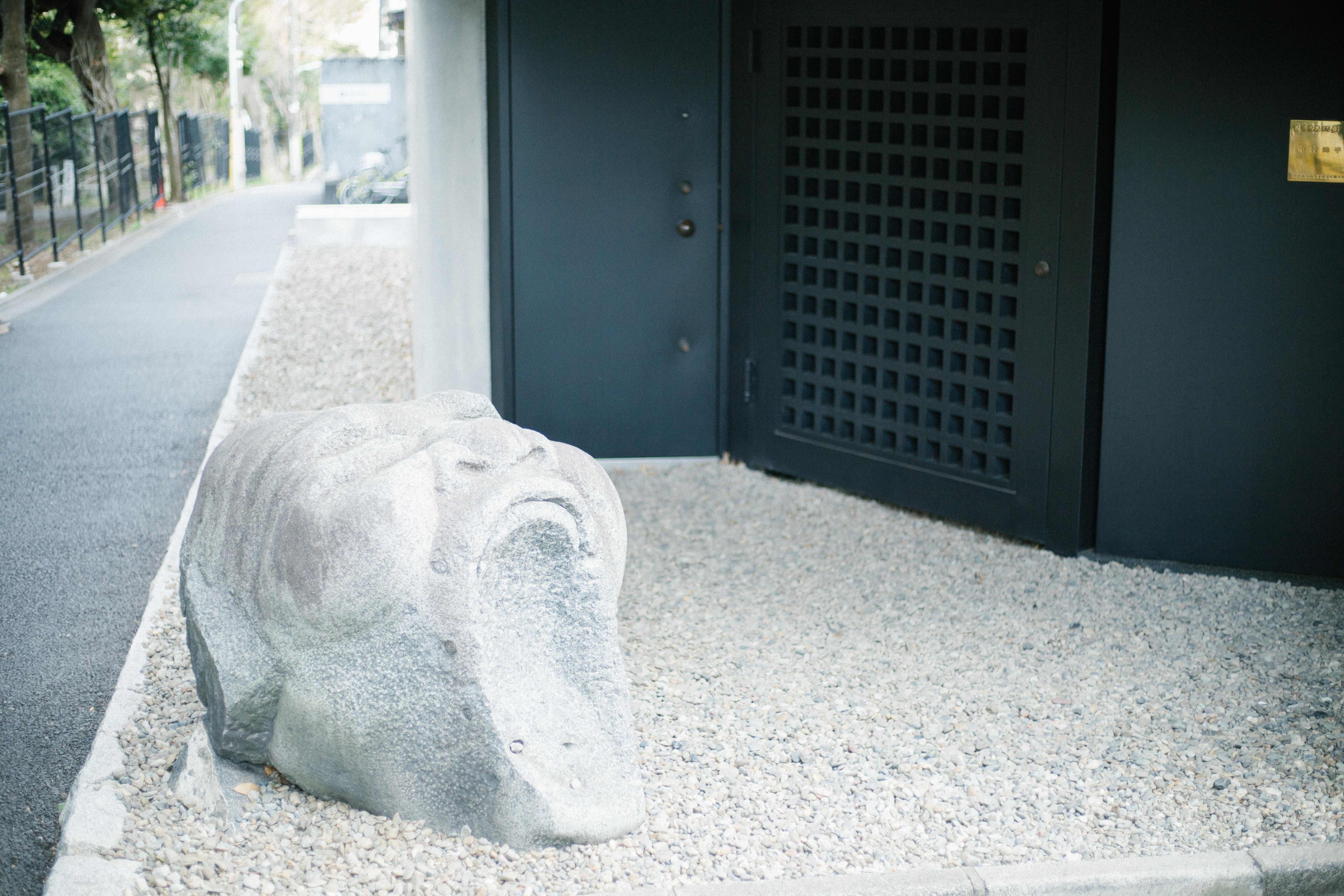
心機石

心機石（日语：いけず石）是一種裝設於房屋之角落及邊緣，能用於避免汽車碰撞的石頭，該種石頭在京都市較為常見。

## 概述
心機石主要安裝在狹窄小巷的拐角和邊緣以及房屋拐角處，高度及膝，以防止車輛碰撞建築物外牆而造成損壞。
心機石在日本全國各地都可以看到，而又以京都市分布最廣 。此乃因京都市內街道程棋盤式布局且道路狹窄，再加上京都人偏好以婉轉的方式避免事故發生  。

## 詞源
心機石的詞意來源眾說紛紜。「いけず」在京都方言中有「討厭」之意  ；而「行けず」則有「不能再前進」的涵義  。

## 歷史
據說在平安時代，人們會在家前門或十字路口放置石頭，以防止往來的牛車或搬運車誤闖私人土地。 現在的心機石樣式則源自於明治時代

## 問題
根據日本法律，在自有土地或私家道路上設置心機石為合法行為，但若設置在公路上造成道路無法通行，則可能有觸法疑慮 。